# Cortinarius variicolor
Cortinarius variecolor (Pers.) Fr., Epicrisis Systematis Mycologici (Upsaliae): 259 (1838).

## Descrizione della specie
Cappello
Color viola, poi bruno; prima emisferico, poi convesso. Margine leggermente involuto.
Lamelle
Color viola, libere.
Gambo
Violaceo in alto e brunastro alla base, claviforme, con evidenti tracce di cortina.
Carne
Biancastra con sfumature viola.
- Odore: di terra; secondo alcuni sembrerebbe ricordare il DDT.
- Sapore: trascurabile.

Spore
8,5-11,6 x 5-6,5 µm, ocracee in massa.
Reazioni chimiche
- KOH: gialla marcata.

## Habitat
Cresce sotto latifoglie oppure sotto boschi di conifere.

## Commestibilità
Sospetto, nonostante molti testi lo riportino quale commestibile.

## Etimologia
- Genere: dal latino cortinarius = attinente alle cortine, per i caratteristici residui del velo parziale.
- Specie: variecolor = variopinto.

## Specie simili
- Alcune specie congeneri aventi sfumature violacee (es. Cortinarius coerulescens).

## Sinonimi e binomi obsoleti
- Agaricus variecolor Pers., Synopsis Methodica Fungorum (Göttingen) 1: 280 (1801)
- Cortinarius crassus sensu auct. brit.; fide Checklist of Basidiomycota of Great Britain and Ireland (2005)
- Cortinarius cyanopus sensu Cooke; fide Checklist of Basidiomycota of Great Britain and Ireland (2005)
- Cortinarius nemorensis (Fr.) J.E. Lange, Fl. Agaric. Danic. 5: Ill (1940)
- Cortinarius varius sensu Cooke [Ill. Brit. Fung. 689 (698) Vol. 5 (1887)]; fide Checklist of Basidiomycota of Great Britain and Ireland (2005)
- Phlegmacium nemorense (Fr.) M.M. Moser, Die Gatt. Phlegm.: 245 (1960)
- Phlegmacium variecolor (Pers.) Wünsche